# Edward, mi hijo
Edward, My Son, conocida en España y Latinoamérica como Edward, mi hijo, es una película de drama estadounidense de 1949, dirigida por George Cukor y protagonizado por Spencer Tracy y Deborah Kerr.
Se basa en la historia de un hombre que ama y protege a su hijo, pero solo recibe desprecio por parte de este.

## Sinopsis
El canadiense Arnold Boult (Spencer Tracy) y su esposa Evelyn (Deborah Kerr) están celebrando el primer cumpleaños de su hijo Edward (a quien nunca se ve en la película) con su amigo, el médico Larry Woodhope (Ian Hunter ), en su Casa de Londres en breve. Después de la Primera Guerra Mundial Arnold está a punto de embarcarse en una nueva carrera en finanzas con Harry Simpkin (Mervyn Johns), quien ha sido liberado de prisión después de cumplir una condena por cargos de fraude.
Cinco años más tarde, a Edward se le diagnostica una enfermedad grave que requiere una operación costosa en el extranjero. Con su negocio de crédito minorista funcionando mal, Boult decide incendiar el edificio para financiar la cirugía con el dinero del seguro. A pesar de las reservas sobre el plan de su socio, Harry acepta el plan.

## Reparto
- Spencer Tracy como Arnold Boult
- Deborah Kerr como Evelyn Boult
- Ian Hunter cómo Larry Woodhope
- Mervyn Johns cómo Harry Sempkin
- Leueen MacGrath cómo Eileen Perrin
- Felix Aylmer cómo Mr. Hanray
- Walter Fitzgerald cómo Mr. Kedner
- Tilsa Page cómo etty Foxley
- Ernest Jay cómo Walter Prothin
- Colin Gordon cómo Ellerby
- Harriette Johns cómo Phyllis Mayden

## Producción
En la obra, el personaje principal nunca se ve y el director George Cukor optó por hacer lo mismo en la adaptación cinematográfica. El guion se apegó fielmente al guion original, el único cambio importante fue la conversión de Arnold Boult de británico a canadiense para que Spencer Tracy no tuviera que luchar con un acento. Tracy primero se resistió a interpretar a un personaje tan antipático, pero luego le dijo a Cukor: "Es bastante desconcertante para mí descubrir con qué facilidad interpreto a un rudo".
Cukor originalmente quería a su amiga cercana y amante de Tracy, Katharine Hepburn, para el papel de Eileen, pero la pareja era sensible a trabajar juntos con demasiada frecuencia. Cukor también temía que elegir una estrella importante para el papel relativamente pequeño desequilibrara la imagen y desviara la atención de la protagonista Deborah Kerr.
Leueen MacGrath terminó como Eileen, retomando un papel que había interpretado en el escenario.

## Premios
- Deborah Kerr estuvo nominada al Óscar y al Globo de Oro.